# Zeuxiotrix cinerosa
Zeuxiotrix cinerosa är en tvåvingeart som beskrevs av Louis-Paul Mesnil 1976. Zeuxiotrix cinerosa ingår i släktet Zeuxiotrix och familjen parasitflugor.
Artens utbredningsområde är Madagaskar. Inga underarter finns listade i Catalogue of Life.